# Partido Progresista Popular (Gambia)
El Partido Progresista Popular (en inglés: People's Progressive Party), fundado como Partido del Pueblo del Protectorado y abreviado como PPP, es un partido político gambiano de ideología liberal fundado en 1959, siendo el partido político actualmente activo más antiguo del país. Tras la independencia de Gambia como Reino de la Mancomunidad en 1965, el partido, liderado por Dawda Jawara, gobernó de forma ininterrumpida como partido hegemónico por más de tres décadas. Dawda Jawara fue elegido Primer ministro  y, tras la conversión del país en república en 1970, Presidente, siendo reelegido varias veces hasta el golpe de Estado de Yahya Jammeh del 22 de julio de 1994. El régimen militar proscribió al PPP en las elecciones presidenciales que siguieron, y posteriormente en las parlamentarias de 1997. Fue legalizado nuevamente en 2001.
Tras más de veinte años fuera del poder, el PPP se unió a la Coalición 2016, que desbancó electoralmente a Jammeh con la victoria de Adama Barrow en los comicios presidenciales. Luego del derrocamiento de Jammeh, el PPP participó en las elecciones parlamentarias de 2017, obteniendo dos escaños, y formando parte de la coalición de gobierno.

## Resultados legislativos
| Año  | # de votos | % de votos | # de escaños | +/– | Posición  |
| ---- | ---------- | ---------- | ------------ | --- | --------- |
| 1960 | 25.490     | 36.9       | 9/19         |     | Oposición |
| 1962 | 56.343     | 57.7       | 18/32        | 9   | Gobierno  |
| 1966 | 81.313     | 65.3       | 24/32        | 8   | Gobierno  |
| 1972 | 65.388     | 63.0       | 28/32        | 4   | Gobierno  |
| 1977 | 123.297    | 69.6       | 29/35        | 1   | Gobierno  |
| 1982 | 102.545    | 61.7       | 27/35        | 2   | Gobierno  |
| 1987 | 119.248    | 56.4       | 31/36        | 4   | Gobierno  |
| 1992 | 109.059    | 54.3       | 25/36        | 6   | Gobierno  |
| 2017 | 9.503      | 2.5        | 2/53         | 2   | Gobierno  |